# Chromonephthea frondosa
Chromonephthea frondosa är en korallart som beskrevs av van Ofwegen 2005. Chromonephthea frondosa ingår i släktet Chromonephthea och familjen Nephtheidae. Inga underarter finns listade i Catalogue of Life.